# Julia Sampson
Julia Ann Sampson Hayward, ameriška tenisačica, * 2. februar 1934, Los Angeles, ZDA, † 27. december 2011, Newport Beach, Kalifornija, ZDA.
V posamični konkurenci je največji uspeh dosegla leta 1953, ko se je uvrstila v finale turnirja za Prvenstvo Avstralije, kjer jo je v dveh nizih premagala Maureen Connolly. Na turnirjih za Prvenstvo Anglije se je najdlje uvrstila v četrtfinale leta 1953, na turnirjih za Amatersko prvenstvo Francije v tretji krog leta istega leta, kot tudi na turnirjih za Nacionalno prvenstvo ZDA leta 1952. V konkurenci ženskih dvojic je skupaj z Maureen Connolly leta 1953 osvojila turnir za Prvenstvo Avstralije, na turnirjih za Amatersko prvenstvo Francije in Prvenstvo Anglije se je uvrstila v finale. V konkurenci mešanih dvojic je skupaj z Rexom Hartwigom istega leta osvojila turnir za Prvenstvo Avstralije, na turnirju za Nacionalno prvenstvo ZDA pa se je uvrstila v finale.

## Finali Grand Slamov

### Posamično (1)

#### Porazi (1)
| Leto | Turnir               | Nasprotnica v finalu | Rezultat finala |
| 1953 | Prvenstvo Avstralije | Maureen Connolly     | 3–6, 2–6        |

### Ženske dvojice (3)

#### Zmage (1)
| Leto | Turnir               | Partnerica       | Nasprotnici v finalu      | Rezultat finala |
| 1953 | Prvenstvo Avstralije | Maureen Connolly | Mary Hawton Beryl Penrose | 6–4, 6–2        |

#### Porazi (2)
| Leto | Turnir                       | Partnerica       | Nasprotnici v finalu   | Rezultat finala |
| 1953 | Amatersko prvenstvo Francije | Maureen Connolly | Shirley Fry Doris Hart | 4–6, 3–6        |
| 1953 | Prvenstvo Anglije            | Maureen Connolly | Shirley Fry Doris Hart | 0–6, 0–6        |

### Mešane dvojice (2)

#### Zmage (1)
| Leto | Turnir               | Partner     | Nasprotnika v finalu            | Rezultat finala |
| 1953 | Prvenstvo Avstralije | Rex Hartwig | Maureen Connolly Ham Richardson | 6–4, 6–3        |

#### Porazi (1)
| Leto | Turnir                   | Partner     | Nasprotnika v finalu  | Rezultat finala |
| 1953 | Nacionalno prvenstvo ZDA | Rex Hartwig | Doris Hart Vic Seixas | 2–6, 6–4, 4–6   |